# Le Petit Roman
Le Petit Roman est une collection des éditions Ferenczi & fils publiée de 1921 à 1937.
La collection compte quelque 1219 titres, dont beaucoup ont été illustrés par Georges Vallée
On y trouve parmi nombre d'auteurs connus ou inconnus, des plumes célèbres sous pseudonyme tel Georges Simenon
- alias Georges-Martin Georges :
  - Brin d'amour -1928
  - Cabotine
  - Les Cœurs vides
  - Un soir de vertige
  - Aimer, mourir -1929
  - Nuit de Paris
  - Voleuse d'amour
  - Bobette, mannequin -1930
  - La Puissance du souvenir
  - La Double Vie -1931

- alias Jean du Perry :
  - Les Amants de la mansarde
  - L'Amour et l'Argent
  - L'Épave d'amour
  - Le Fou d'Amour
  - Pauvre amante
  - Petite exilée
  - La Porte close
  - La Poupée brisée
  - Un jour de soleil

## Liste (partielle) des auteurs
- Willie Cobb
- Paul Dargens
- Max-André Dazergues
- Juliette Debry
- Léo Gestelys
- Maurice Limat
- Jacques Saint-Priest
- Joachim Renez